# Avon Park
Avon Park é uma cidade localizada no estado americano da Flórida, no condado de Highlands. Foi fundada em 1884 e incorporada em 1886 como vila e depois, em 1913 como cidade.

## Geografia
De acordo com o United States Census Bureau, a cidade tem uma área de 21,1 km², onde 18,5 km² estão cobertos por terra e 2,6 km² por água.

### Localidades na vizinhança
O diagrama seguinte representa as localidades num raio de 32 km ao redor de Avon Park.

## Demografia
Segundo o censo nacional de 2010, a sua população é de 8 836 habitantes e sua densidade populacional é de 477,1 hab/km², o que a torna a localidade mais densamente povoada do condado de Highlands. Possui 4 162 residências, que resulta em uma densidade de 224,7 residências/km².